# Czernyszewsk
Czernyszewsk – osiedle typu miejskiego w Rosji, w Kraju Zabajkalskim. W 2010 roku liczyło 13 359 mieszkańców.